# فلم ثقافي (فلم)
فيلم ثقافي فيلم كوميدي مصري يناقش أزمة الشباب العربي والمشاكل الحياتية التي يعيشها وأبرزها ضيق الحال وصعوبة الزواج فيهربون من الواقع بمشاهدة الأفلام الإباحية، وهو أول فيلم يخرجه محمد أمين.

## القصة
تدور أحداث الفيلم حول ثلاثة شبان في آخر العشرينات، أنهوا دراستهم الجامعية وينتمون إلى الطبقة المتوسطة، يحصلون على شريط فيديو يعتقدون أن به مشاهد إباحية، ومع التهاب خيالهم تبدأ رحلة البحث عن مكان ليشاهدوا فيه شريط الفيديو، فيذهبون إلى زميل لهم فلا يجدونه ولكن جاره يستضيفهم مقابل مشاركتهم في المشاهدة، تنقطع الكهرباء فيرحلون إلى مكان آخر، يذهبون إلى مؤسسة خيرية ويدّعون أنهم طلبة في كلية الطب، ويصر إمام المسجد أن يشاركهم مشاهدة هذا الفيلم العلمي مما يوقعهم في حرج شديد، ومع توالى الأحداث يكثر طلاب المشاهدة، يفكرون في مشاهدته في سيارة ميكروباص، فيسحبهم الونش نحو مخفر الشرطة، أخيرا يتمكنون من مشاهدة شريط الفيديو الذي لم يكن سوى تسجيل لإحدى جلسات مجلس الشعب لمناقشة إتاحة فرصة العمل للشباب.

## الممثلون
| - أحمد عيد: علاء - أحمد رزق: عفت - فتحي عبد الوهاب: أشرف - أحمد عزمي: طارق أخو أشرف - رجاء الجداوي: أم أشرف - أحلام الجريتلي:أم علاء - أحمد خميس: عم فوزي صديق المقهي - لطفي لبيب: رئيس معمل عفت - محمد شرف: حمادة العرة الحداد - سهام جلال زميلة عفت بالمعمل | - شمس: خادمة بيت بطرس - نشوى مصطفى: عصمت طبيبة بمستشفى - إبراهيم يسري: جار لصديق - سامي العدل: ضابط شرطة - يسرا: ضيف شرف بشخصيتها الحقيقية - طارق عبد العزيز: بطرس صديق عفت - إحسان القلعاوي: أم بطرس - احمد عقل: إمام المسجد - يوسف عيد: عبدول صاحب الحمارة - سليمان عيد: منصور الزوج المنهار | - ألفت إمام: الزوجة المنهارة - روبي: صديقة طارق أخو أشرف - نهى العمروسي: إعلامية تلفزيون - شريف صبحي:جمال المكتئب - إنعام سالوسة:أم مصطفى - محمود البزاوي - عادل خلف:عامل ماكينة التصوير - شريف حمدي:شنكوتي عزت - تامر سمير:سامي |

بالإضافة إلي: هبة توفيق - لبني نادر - مجدى عبد الحليم - عثمان عبد المنعم - سيد عبد العزيز - صفوت غطاس -ماهر سليم -عبد المنعم رياض - أحمد صفاء - سيد منصور -ماجد شهدي - أحمد ناجي - هاني حامد - محمود زكي - تامر خلف - محمد حسن - محمد خيري

## وصلات خارجية
- مقالات تستعمل روابط فنية بلا صلة مع ويكي بيانات

1. ↑  مثلت باسم رانيا حسين